# Psicobiología

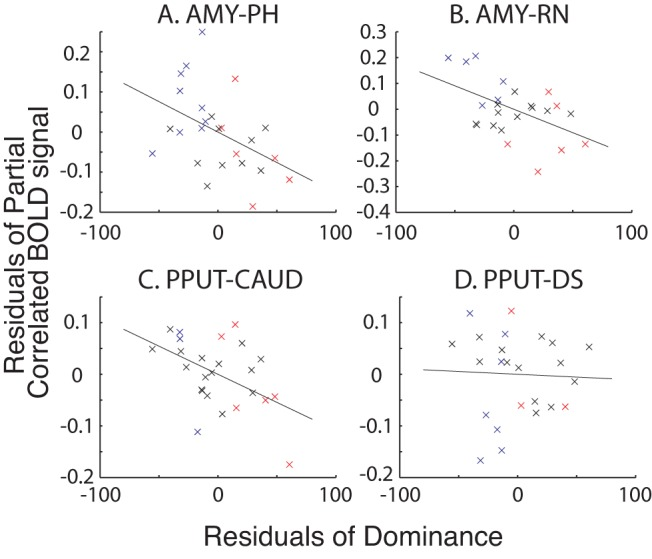
La psicobiología o biopsicología, es la aplicación de los principios de la biología al estudio del comportamiento de los animales, incluidos los humanos. Estudia procesos mentales como la percepción, la consciencia, la inteligencia, las emociones, la memoria y el aprendizaje en distintas especies animales y a lo largo de la escala evolutiva, incluyendo a los insectos, arácnidos, crustáceos, peces, anfibios, aves, mamíferos y seres humanos. Se considera predominantemente una ciencia biológica y secundariamente una ciencia social

La psicobiología o biopsicología,  es la aplicación de los principios de la biología al estudio del comportamiento de los animales, incluidos los humanos. Estudia procesos mentales como la percepción, la consciencia, la inteligencia, las emociones, la memoria y el aprendizaje en distintas especies animales y a lo largo de la escala evolutiva, incluyendo a los insectos, arácnidos, crustáceos, peces, anfibios, aves, mamíferos y seres humanos. Se considera predominantemente una ciencia biológica y secundariamente una ciencia social.

## Definición
La psicobiología adopta íntegramente la visión científica del mundo, que sostiene que los procesos mentales son procesos cerebrales. Utiliza la matemática y la biología, en particular la neurociencia, y por lo tanto la química y la física. Entre los distintos enfoques de la psicología, la psicobiología es el enfoque más firmemente implantado en el sistema del conocimiento científico.
La problemática de la psicobiología está formada por los hechos conductuales y mentales (procesos cerebrales).
- Estudia procesos como la percepción, el aprendizaje y la memoria desde una perspectiva biológica.
- Estudia los procesos cerebrales vinculados a las diversas psicopatologías (depresión, adicciones, etc.).
- Agrega problemas de la etología, la ecología del comportamiento, y la biología evolutiva y del desarrollo.
- Se pregunta en qué momento del desarrollo individual y de la evolución de las especies comienza la conciencia.
- Plantea problemas concernientes a la lateralización cerebral, el lenguaje y la racionalidad.

## Objetivos
La psicobiología incorpora los métodos y objetivos de la psicología animal, etología cognitiva, ecología del comportamiento y biología evolutiva. La psicobiología no se limita a describir la conducta, sino que intenta explicarla en términos neurobiológicos. El fin último de la psicobiología es la construcción de teorías, tanto generales como específicas, capaces de explicar y predecir hechos conductuales y mentales en términos biológicos.

## Subdisciplinas
De acuerdo a Pinel y Barnes (2021), la biopsicología está compuesta por las siguientes subdisciplinas:
Psicología fisiológica: El estudio de los mecanismos neuronales del comportamiento a través de la manipulación y registro del cerebro en animales de laboratorio.
Psicofarmacología: La manipulación y estudio de la actividad cerebral con drogas y psicofármacos en animales de laboratorio (y en humanos en aquellos casos en que la ética lo permite).
Neuropsicología: estudio de los efectos psicológicos de las disfunciones cerebrales en pacientes humanos. Es una disciplina aplicada y estudia disfunciones causadas por enfermedades, accidentes o neurocirugías, con el objetivo de beneficiar a los pacientes siempre que sea posible.
Psicofisiología: Estudia la relación entre la actividad fisiológica y los procesos psicológicos en los seres humanos, usualmente mediante métodos no invasivos como el electroencefalograma. 
Neurociencia cognitiva: es la división más joven de la biopsicología, y se ocupa del estudio de las bases neuronales de la cognición, incluidos procesos intelectuales como el pensamiento, memoria, atención y procesos perceptuales complejos. La mayor parte de la investigación se realiza con participantes humanos usando métodos no invasivos como las imágenes cerebrales funcionales. 
Psicología comparada: Estudia el comportamiento de los animales, comparando a distintas especies para entender la evolución, genética y función adaptativa de las conductas. Algunos psicólogos comparados estudian a los animales en laboratorios, y otros realizan investigación etológica, que es aquella que estudia a los animales en su entorno natural. (Pinel y Barnes, 2021, pp. 33-36)

## Metódica
La psicobiología utiliza los métodos de la neurociencia cognitiva, la electrofisiología y la psicofisiología para estudiar los comportamientos y experiencias conscientes de los organismos en relación con sus ambientes, sin reducir las experiencias a conductas. Utiliza plenamente el método científico, debido a que observa, manipula y estudia sistemáticamente los procesos mentales, a los que considera procesos cerebrales. Hace uso del método experimental, que emplea en la actualidad una enorme variedad de técnicas precisas y sofisticadas.

## Psicobiología de la consciencia
El estudio psicobiológico de la consciencia ha incluido estudios en animales sobre la organización y función del cerebro y el procesamiento perceptual, y también estudios en pacientes humanos con distintos síndromes neurológicos, y el estudio de seres humanos sin patologías mientras realizan actividades específicas, por ejemplo prácticas de meditación.
Un pionero del estudio de la consciencia fue el neurocirujano Wilder Penfield, cuyos hallazgos son relevantes hasta hoy. Durante los años 1940s y 50s, él aplicó estímulos eléctricos a áreas del cerebro de pacientes epilépticos despiertos para localizar las áreas cerebrales involucradas en procesos como el lenguaje, pensamiento y otros. El tejido cerebral no es sensible al dolor (cuando decimos que duele la cabeza, en realidad lo que duele son las arterias cerebrales, y las envolturas del cerebro o meninges), por lo que no era necesario dormir al paciente. Se aplicaba anestesia local para abrir el cuero cabelludo y el cráneo, y luego se operaba en el cerebro con el paciente consciente.
Cuando Penfield estimulaba determinadas áreas, los pacientes reportaban experiencias subjetivas como “oír una melodía”, escuchar “la voz de mi hermano” y otras (imaginación, recuerdos visuales, etc.), demostrando que tales recuerdos parecían estar almacenados en las neuronas estimuladas. Estos procedimientos proporcionaron evidencia sólida del rol de la corteza cerebral en las experiencias conscientes.
Posteriormente, desde los 1990s ha surgido un boom de teorías biopsicológicas sobre la consciencia. Éstas incluyen la teoría de la consciencia nuclear y ampliada de Antonio Damasio, la teoría del núcleo dinámico de Gerald Edelman, y la teoría de la información integrada de Giulio Tononi, entre otras.
De acuerdo al neurólogo Antonio Damasio, la consciencia surgió de las funciones de autorregulación biológica (homeostasis) de los organismos, evolutivamente determinadas. Además, existe una forma sencilla de consciencia (la consciencia nuclear) y una forma más compleja (la consciencia ampliada).
Las formas más primitivas de mapeo de sí mismo son no conscientes. La representación y regulación neuronal del estado del organismo en función de su homeostasis es inconsciente. Damasio llama proto-self a estas representaciones inconscientes. Este mapeo es realizado por ciertos núcleos del tronco del encéfalo, y también estructuras del hipotálamo y cerebro anterior basal, y ciertas cortezas somatosensoriales.
El proto-self es un requisito para la posterior aparición de la “consciencia nuclear”. La “consciencia nuclear” le proporciona a los organismos una sensación del self en el aquí y ahora. En cambio, la “conciencia ampliada” es más compleja y otorga a los organismos que la poseen un sentido más elaborado de sí mismos (self) y lo sitúa en el tiempo histórico, esto es, el pasado recordado y el futuro anticipado. La consciencia ampliada depende de la memoria y aumenta su poder por el uso del lenguaje.
La consciencia nuclear consiste en la vigilia y la narración en imágenes no verbales de lo que sucede con el organismo y algún objeto en su entorno. Damasio llama “self nuclear” (a veces traducido como “sí mismo central”) a la forma de auto-percatación propia de la consciencia nuclear. La consciencia nuclear es un requisito necesario pero no suficiente para que exista además la consciencia ampliada y la sensación de sí mismo que trae consigo, el “self autobiográfico”.
La consciencia nuclear depende de las proyecciones ascendentes del tallo cerebral a la corteza, y también de los colículos superiores (tectum), el tálamo y la corteza del cíngulo.
La consciencia ampliada involucraría a la corteza prefrontal y a las áreas que procesan imágenes del recuerdo y del futuro anticipado, además de a las áreas necesarias para el proto-self y el self nuclear.  De acuerdo a Damasio,

“… las imágenes que constituyen una autobiografía se implementan en gran medida en los espacios de imágenes situados en la corteza cerebral (…) no obstante, para que sean conscientes, esas mismas imágenes tienen que interactuar con la maquinaria del proto-sí mismo que, como hemos visto, se halla en gran medida en el tronco encefálico. Construir un sí mismo autobiográfico exige mecanismos de coordinación muy sofisticados…”
A. Damasio, 2010, p. 322.

Las proyecciones ascendentes desde el tronco encefálico son sistemas de valor que al liberar neurotransmisores particulares “marcan” los sucesos actuales como positivos o negativos (para la supervivencia). Damasio sugiere que la consciencia ampliada (y por tanto el sí mismo autobiográfico) depende de la coordinación entre tales sistemas de valor y las imágenes biográficas corticales, y propone la hipótesis de que tal coordinación podría llevarse a cabo en el tálamo, en las cortezas de asociación posteromediales y en el claustro.

## Psicobiología de la memoria
La psicobiología se ocupa también del estudio de las distintas formas de memoria, tales como la memoria procedimental, memoria semántica, memoria episódica, y memoria autobiográfica, en los seres humanos, y de cómo tales funciones evolucionaron. También aborda la cuestión de la existencia o no, y en qué forma, de estas funciones, o de precursoras de las mismas, en otras especies animales.
Así, por ejemplo, el paradigma de supervivencia-procesamiento sostiene que la memoria está adaptada para recordar los tipos de escenarios que tendían a ser relevantes para la supervivencia en ambientes ancestrales.
Un debate contemporáneo es el de la existencia o no de la capacidad de viajar mentalmente en el tiempo en otros animales, esto es, de cuándo evolucionó la memoria episódica, la capacidad de imaginar de manera explícita eventos del pasado y futuro. Este debate incluye el problema de las cualidades fenomenológicas de la memoria episódica o de los precursores de la misma en animales no humanos.
En los seres humanos, la hipótesis de la simulación episódica constructiva afirma que la memoria episódica tiene un rol clave en la capacidad de simular (en la imaginación) eventos futuros. Según esto, la imaginación de eventos del pasado y de posibles eventos del futuro se basa en información similar, que está almacenada en la memoria episódica. Puesto que se sabe que el recuerdo de sucesos del pasado es un proceso constructivo y no fiel a los sucesos tal como ocurrieron, la hipótesis asevera que el mismo tipo de procesos constructivos subyace a la reconstrucción del pasado y a la construcción prospectiva de sucesos futuros. Imaginar el futuro involucraría la extracción y recombinación de información episódica almacenada, para la simulación de un evento nuevo.

## Relación entre el organismo y ambiente
En su libro Fundamentos de Psicobiología, Águeda del Abril Alonso et al. (2009) señalan que el conductismo fue útil en su momento para el desarrollo de la psicología experimental. El problema fue que padecía un reduccionismo ambientalista, pues veía al organismo humano como una tabula rasa en la que el reforzamiento, la cultura y la educación eran los únicos determinantes del comportamiento. Estos autores comentan:

“Sin embargo, ya en la misma época que el Conductismo inicia su camino, los hechos científicos y el sentido común ponían de manifiesto lo erróneo de su planteamiento y así, en 1917, el norteamericano Robert Woodworth (1869-1962), proponía el paradigma: estímulo — organismo — respuesta ( E - O - R ) , como marco de referencia en el que encuadrar todo estudio científico del comportamiento. De esta forma, la conducta dejaba de ser una variable que sólo estaba en función del estímulo, para depender también del organismo. En qué medida uno y otro ejercen sus efectos, es la tarea que desde entonces viene ocupando a los que nos dedicamos al estudio del comportamiento. El modelo E-R perduró hasta bien mediado el siglo XX en los círculos conductistas más radicales, pero el paradigma E - O - R, en el que se encuadra formalmente la Psicobiología, es en la actualidad el marco de referencia de cualquier estudio científico del comportamiento.”
Águeda del Abril Alonso et al., 2009, p. 21.

De acuerdo a Alonso et al (2009), la teoría de la evolución de Darwin y el funcionalismo americano de William James fueron también importantes contribuciones para el surgimiento de la psicobiología en el siglo XX. El funcionalismo americano sostenía que los procesos mentales deben ser analizados como actos que hacen posible la adaptación de los organismos a sus entornos, productos de la selección natural y presentes en distintos grados de complejidad en las especies animales, no solo en el ser humano. Estos autores agregan que:

“Es indudable que la Psicobiología da una explicación en términos fisicalistas tanto de la conducta como de los procesos mentales. La mente está ineludiblemente ligada al organismo, es un producto de su actividad neural, consecuencia de la acción de la selección natural y, por tanto, dependiente enteramente del sustrato biológico que la genera. Por ello, cualquier intento de explicación de la mente como proceso independiente del organismo está abocado al fracaso. Los fenómenos mentales son fenómenos cerebrales y uno de los objetivos de la Psicobiología es identificar los sistemas neurales cuya actividad específica es mental (afectiva, perceptiva, intelectual o volitiva) y explicar dicha actividad mental.

La actividad de los sistemas neurales, por mucho que se pueda poner de manifiesto, como luego veremos, a través de diferentes procedimientos como el electroencefalograma o las técnicas de neuroimagen, no es conducta, sino procesos que la controlan y regulan. Por tanto, la actividad mental, dado que es la actividad de determinados sistemas neurales, tampoco es conducta. De otra forma, para considerar los procesos mentales como conducta deberían ser, como se indicó anteriormente, manifestaciones públicamente observables…”
Águeda del Abril Alonso et al., 2009, p. 22.

Los sistemas neurales son entonces el sustrato físico de los procesos mentales que controlan y regulan las conductas, y éstas son interacciones entre el organismo global y su ambiente. Las conductas son reguladas por el sistema neuroendocrino y la actividad mental es actividad neuronal (por ejemplo el pensamiento) que no conlleva necesariamente la realización de conductas públicamente observables. Sin embargo, el pensamiento y demás procesos internos siguen siendo objeto de estudio de la psicobiología. 
Además, los rasgos individuales surgen de la interacción entre la dotación genética y los factores epigenéticos. Estos últimos son los factores ambientales que modulan la expresión del genotipo.

## Factores filogenético y ontogénico
Las características estructurales, fisiológicas y conductuales de cualquier persona son consecuencia de dos factores: el filogenético y el ontogénico. El filogenético hace referencia a la historia evolutiva de nuestra especie. Este factor se recoge en nuestros genes, a través de los cuales se transmiten, de generación en generación, los logros adaptativos de nuestros ancestros que la selección natural ha hecho posibles y que configuran las características generales de nuestra especie. El otro factor, el ontogénico, se refiere a las circunstancias a través de las cuales el factor filogenético es modulado por el medio ambiente interno y externo (factores epigenéticos) desde el momento en que comienza nuestra vida; abarca, por tanto, el periodo que va desde la concepción hasta la muerte.
El factor filogenético determinará las características generales de nuestra especie, tales como el tipo de órganos sensoriales que poseemos, los sistemas de regulación del medio interno, los sistemas de locomoción etc., todos los cuales determinarán qué estímulos podemos captar y qué tipo de respuestas podemos emitir.
Es evidente que, aparte de estas características generales de nuestra especie, existen variaciones entre los individuos que la conformamos. Estas diferencias son causadas por la variabilidad genética que presenta cualquier población humana y por el segundo factor a que hacíamos referencia como determinante de la conducta de un individuo, es decir, la interacción entre el factor filogenético y el ambiental.
Si el factor filogenético es el causante de las diferencias entre especies distintas, la variabilidad genética y la interacción entre genes y ambiente, son las que hacen que los individuos de una misma especie no sean idénticos ni morfológica, fisiológica o conductualmente. De esta forma podemos concluir que la conducta de un individuo estará en función de su genotipo  y de la interacción de este con el ambiente en que se desarrolle, pudiéndose hablar en términos generales de causas lejanas  y próximas  de la conducta.
En este contexto, no cabe duda de que, dentro del conjunto de sistemas que regulan la actividad biológica de los seres vivos, el sistema neuroendocrino, por la estrecha relación existente entre su actividad y la conducta, es el más importante de cara a la explicación del comportamiento. Por tanto, para comprender la conducta de un individuo, es preciso conocer, entre otras muchas cosas, las características biológicas del mismo, cómo dichas características son determinadas por los genes, qué mecanismos modifican la información genética a lo largo de la evolución y por último, cuáles son las características del sistema neuroendocrino que permiten a este regular la relación activa del individuo con su medio ambiente, es decir, emitir un comportamiento.